# Chiến dịch Reinhard
Chiến dịch Reinhard hoặc chiến dịch Reinhardt (tiếng Đức: Aktion Reinhard hoặc Aktion Reinhardt cũng Einsatz Reinhard hoặc Einsatz Reinhardt) là tên mã cho kế hoạch của Đức Quốc xã bí mật thực hiện hàng loạt vụ giết người Do Thái và Ba Lan nhất ở quận Chính phủ chung của Ba Lan bị Đức chiếm đóng, trong Thế chiến II. Các hoạt động đánh dấu giai đoạn nguy hiểm nhất của Holocaust với sự ra đời của các trại hủy diệt. 
Có đến hai triệu người Do Thái đã được đưa đến Bełżec, Sobibor, và Treblinka, các trại diệt thiết lập riêng cho chiến dịch Reinhard và bị giết chết trong phòng hơi ngạt được xây dựng cho mục đích này. Ngoài ra, hàng loạt các cơ sở giết bằng Zyklon B được phát triển vào khoảng cùng thời gian trong trại tập trung Majdanek, và ở Auschwitz II-Birkenau gần Auschwitz.